# Tark (ort i Iran, Ardabil)
Tark (persiska: ترک, تَرچ, تُرك) är en ort i Iran.   Den ligger i provinsen Ardabil, i den nordvästra delen av landet, 300 km nordväst om huvudstaden Teheran. Tark ligger 1 887 meter över havet och antalet invånare är 112.
Terrängen runt Tark är kuperad. Runt Tark är det ganska glesbefolkat, med 38 invånare per kvadratkilometer. Närmaste större samhälle är Khalkhāl, 11,9 km nordost om Tark. Trakten runt Tark består i huvudsak av gräsmarker.